# Drapetis lutea
Drapetis lutea är en tvåvingeart som beskrevs av Meijere 1911. Drapetis lutea ingår i släktet Drapetis och familjen puckeldansflugor. Inga underarter finns listade i Catalogue of Life.